# Yolŋu Matha

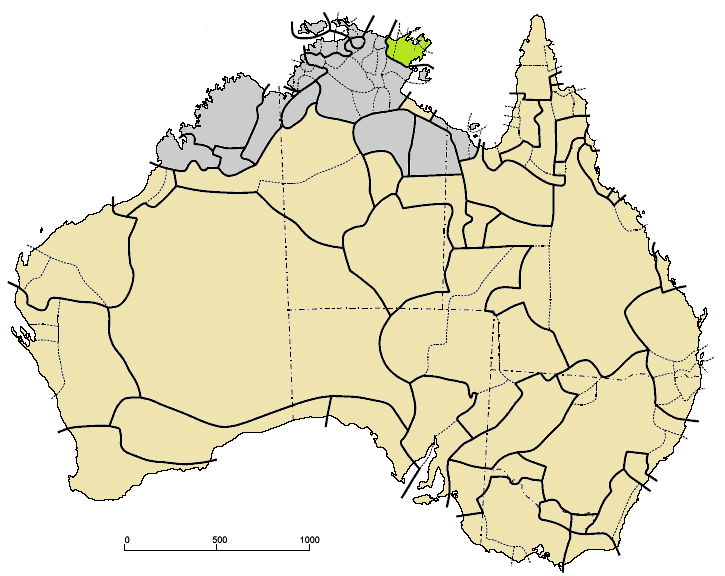
Zona di diffusione del Yolngu Matha (in verde)

Con Yolŋu Matha si definisce il gruppo linguistico degli Yolngu (Yolŋu), la tribù australiana aborigena del nord-est della terra di Arnhem nell'Australia settentrionale. (Yolŋu = popolo, Matha = lingua).
Lo Yolŋu Matha consiste di sei lingue, alcune mutuamente intelligibili, suddivise in una trentina di varietà di clan e forse dodici diversi dialetti, ciascuno con il proprio nome Yolŋu. Messi insieme, ci sono circa 4 600 parlanti delle lingue Yolŋu Matha. L'esogamia ha spesso significato che i genitori siano spesso di lingua differente e che la comunicazione era facilitata dalla padronanza di più lingue e dialetti di Yolŋu Matha. La situazione linguistica è molto complicata, dato che ciascuno dei circa 30 clan ha anche una varietà linguistica denominata. Dixon (2002) distingue quanto segue:
- Lingua Dhangu-Djangu
- Lingua Nhangu
- Lingua Dhuwal
- Lingua Ritharngu
- Lingua Djinang
- Lingua Djinba

## Dizionari e risorse
Sono stati pubblicati dizionari da Beulah Lowe, David Zorc e Michael Christie.
Ci sono anche altre grammatiche delle lingue Yolngu da Jeffry Heath, Frances Morphy, Melanie Wilkinson e altri .

### Esempio di studio comparato tra Yolŋu matha e inglese
Per illustrare le differenze tra le lingue Yolŋu matha e l'inglese, Helen Watson ha condotto un esperimento nel quale ha dato a due ragazze australiane - una parlante nativa dell'inglese e un'altra parlante dello Yolngu matha — l'immagine di alcune barche sulla spiaggia. L'anglofona ha descritto l'immagine con le parole "canoes are lying on a beach" (delle canoe sono arenate su una spiaggia) mentre la parlante la Yolngu ha detto (tradotto in italiano): "canoe arenate sulla spiaggia" (Watson e Chambers 14).
La differenza dimostra come l'ordine delle parole non sia usato in Yolŋu Matha per indicare relazioni grammaticali, a differenza dell'inglese. Piuttosto i suffissi vengono usati per indicare se un nome è l'agente, l'oggetto o il luogo in una frase; in questo caso rangi-ngur, 'sulla spiaggia'.